# Курач, Василий Николаевич
Василий Николаевич Курач (19 июля 1923, Радинка, Полесский район — 27 апреля 2014) — советский кинооператор.

## Биография
Родился в 1923 году в селе Радинка, Чернобыльский района Киевской области Украинской ССР.
Участник Великой Отечественной войны с ноября 1943 года, сержант, фотограф политотдела бригады 38-й инженерно-саперной бригады 215-го армейского запасного стрелкового полка 61-й армии. Награждён медалями «За боевые заслуги» (20.02.1945) и «За победу над Германией» (09.05.1945), орденами Красной Звезды (20.06.1945) и Отечественной войны II степени (1985).
После войны продолжил службу, демобилизован в декабре 1951 года в звании лейтенанта.
В 1953 году окончил операторский факультет ВГИКа.
С 1953 года — оператор Киевской киностудии имени А. Довженко.
Умер в 2014 году.

## Фильмография
- 1957 — Дорогой ценой (второй оператор)
- 1957 — Любовь на рассвете (фильм-спектакль)
- 1963 — Юнга со шхуны «Колумб»
- 1967 — Свадебные колокола
- 1970 — Поздний ребёнок
- 1970 — Полёт (к/м)
- 1974 — Гуси-лебеди летят
- 1975 — Канал
- 1976 — Щедрый вечер
- 1978 — Только каплю души
- 1980 — Дударики
- 1981 — Последний гейм
- 1984 — Единица «с обманом»